# Pan-Amerikaans kampioenschap handbal mannen
Het Pan-Amerikaans kampioenschap handbal voor mannen is het tweejaarlijks continentale kampioenschap voor landenteams uit Noord-, Midden- en Zuid-Amerika, inclusief Groenland. Het toernooi wordt georganiseerd door de PATHF en werd voor het eerst in 1979 gehouden. Het toernooi fungeert tevens als kwalificatietoernooi voor het WK handbal. In 1987 en 1991 werd het evenement niet georganiseerd, omdat de sport in die jaren ook op het programma stond bij de Pan-Amerikaanse Spelen. In 2018 is het Pan-Amerikaans kampioenschap handbal vervangen door het Noord-Amerikaans en Caribisch kampioenschap en het Zuid- en Centraal-Amerikaans kampioenschap.

## Erelijst
| Jaar | Gastheer         |  | Goud       | Zilver           | Brons            |
| ---- | ---------------- |  | ---------- | ---------------- | ---------------- |
| 1979 | Mexico-Stad      |  | Cuba       | Canada           | Verenigde Staten |
| 1981 | Buenos Aires     |  | Cuba       | Brazilië         | Verenigde Staten |
| 1983 | Colorado Springs |  | Cuba       | Verenigde Staten | Canada           |
| 1985 | Manaus           |  | Cuba       | Verenigde Staten | Brazilië         |
| 1989 | Pinar del Río    |  | Cuba       | Brazilië         | Verenigde Staten |
| 1994 | Santa Maria      |  | Cuba       | Brazilië         | Verenigde Staten |
| 1996 | Colorado Springs |  | Cuba       | Argentinië       | Verenigde Staten |
| 1998 | Havana           |  | Cuba       | Argentinië       | Brazilië         |
| 2000 | São Bernardo     |  | Argentinië | Cuba             | Brazilië         |
| 2002 | Buenos Aires     |  | Argentinië | Brazilië         | Groenland        |
| 2004 | Santiago         |  | Argentinië | Brazilië         | Canada           |
| 2006 | Aracaju          |  | Brazilië   | Argentinië       | Groenland        |
| 2008 | São Carlos       |  | Brazilië   | Argentinië       | Cuba             |
| 2010 | Santiago         |  | Argentinië | Brazilië         | Chili            |
| 2012 | Burzaco          |  | Argentinië | Brazilië         | Chili            |
| 2014 | Canelones        |  | Argentinië | Brazilië         | Chili            |
| 2016 | Buenos Aires     |  | Brazilië   | Chili            | Argentinië       |
| 2018 | Nuuk             |  | Argentinië | Brazilië         | Chili            |

## Medaillespiegel
| Plaats | Land             | Goud | Zilver | Brons | Totaal |
| 1      | Cuba             | 8    | 1      | 1     | 10     |
| 2      | Argentinië       | 7    | 4      | 1     | 12     |
| 3      | Brazilië         | 3    | 9      | 3     | 15     |
| 4      | Verenigde Staten | 0    | 2      | 5     | 7      |
| 5      | Chili            | 0    | 1      | 4     | 5      |
| 6      | Canada           | 0    | 1      | 2     | 3      |
| 7      | Groenland        | 0    | 0      | 2     | 2      |
| Totaal | Totaal           | 18   | 18     | 18    | 54     |